# Wahlenbergia abyssinica
Wahlenbergia abyssinica är en klockväxtart som först beskrevs av Ferdinand von Hochstetter och Achille Richard, och fick sitt nu gällande namn av Mats Thulin. Wahlenbergia abyssinica ingår i släktet Wahlenbergia och familjen klockväxter.

## Underarter
Arten delas in i följande underarter:
- W. a. abyssinica
- W. a. parvipetala